# Nadien Elhammamy
Nadien Elhammamy (* 10. Juli 2007 in Kairo) ist eine ägyptische Squashspielerin.

## Karriere
Nadien Elhammamy spielt seit 2023 auf der PSA Squash Tour und gewann auf dieser bislang vier Titel. Der erste Titelgewinn gelang ihr in der Saison 2023/24 im November 2023 in Maxéville, was gleichzeitig ihre erste Turnierteilnahme auf der Squash Tour überhaupt war. Im Saisonverlauf erreichte sie bei der Weltmeisterschaft der Juniorinnen das Halbfinale, das sie gegen Amina Orfi in drei Sätzen verlor. Zusammen mit Orfi und Fayrouz Aboelkheir sicherte sie sich im Mannschaftswettbewerb den Titelgewinn. In der Saison 2024/25 gewann sie das afrikanische Qualifikationsturnier für die Weltmeisterschaft und stand damit erstmals im Hauptfeld des Turniers. Bei den Juniorinnen erreichte sie das Weltmeisterschaftsfinale, in dem sie Amina Orfi in drei Sätzen unterlag. Ihre höchste Platzierung in der Weltrangliste erreichte sie mit Rang 79 am 14. Juli 2025.

## Erfolge
- Gewonnene PSA-Titel: 4